# 丘西国立考古博物馆
丘西国立考古博物馆（Museo archeologico nazionale di Chiusi）是意大利锡耶纳省丘西的一个博物馆。馆内收藏古希腊和伊特鲁里亚文物， 其中许多是在周边省份挖掘出土。博物馆还设有修复实验室，专门研究考古材料。。

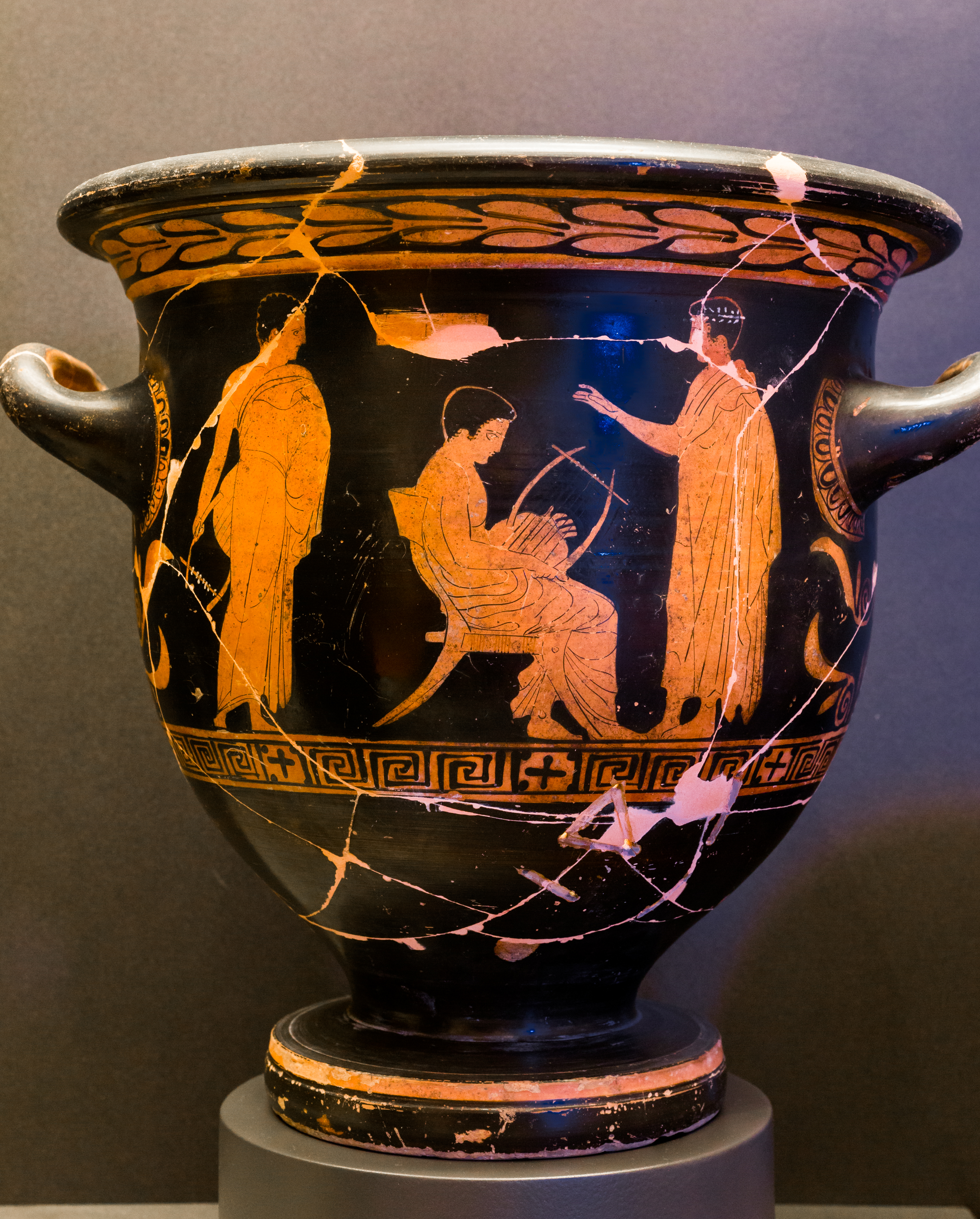
希腊花瓶
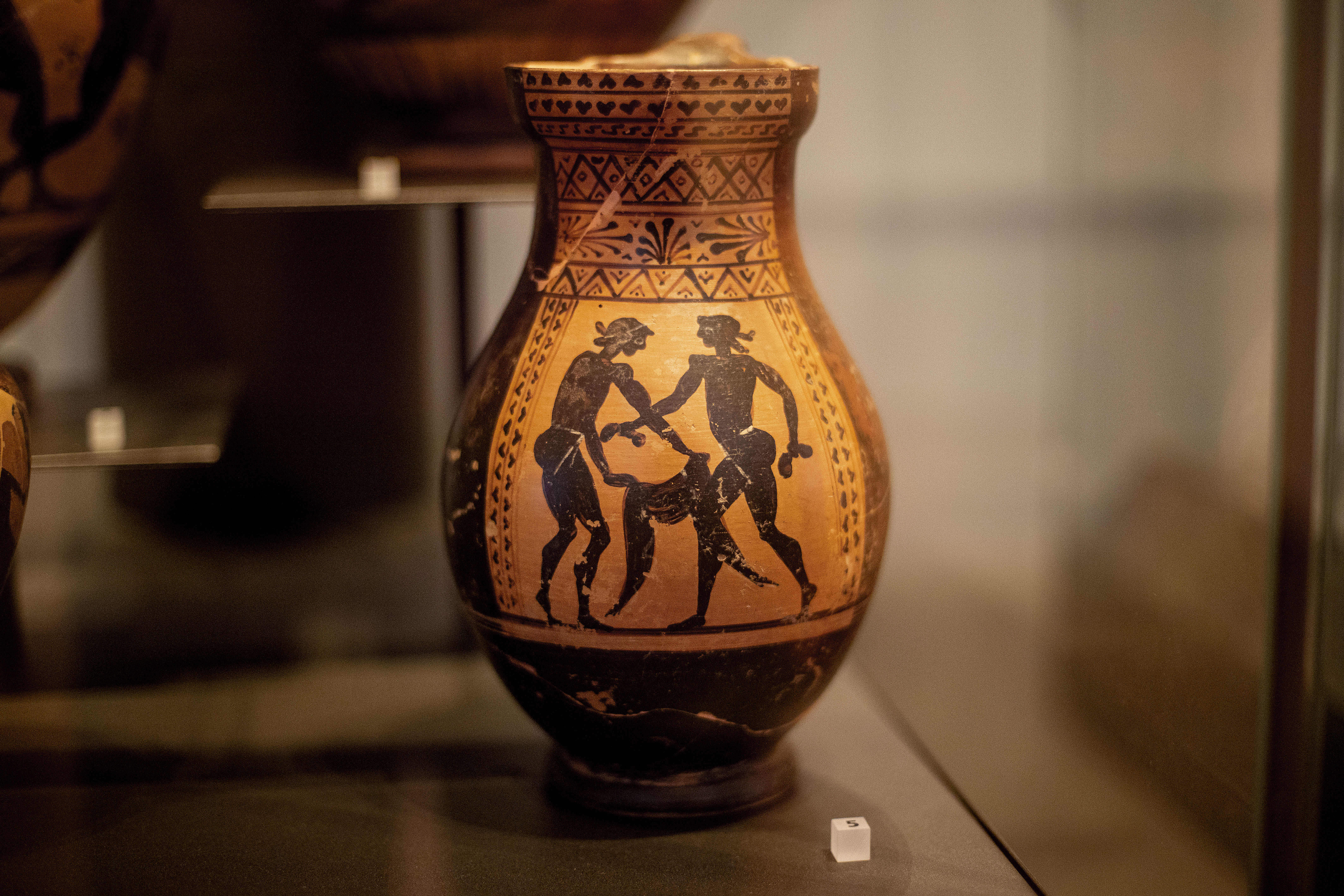
伊特鲁里亚花瓶
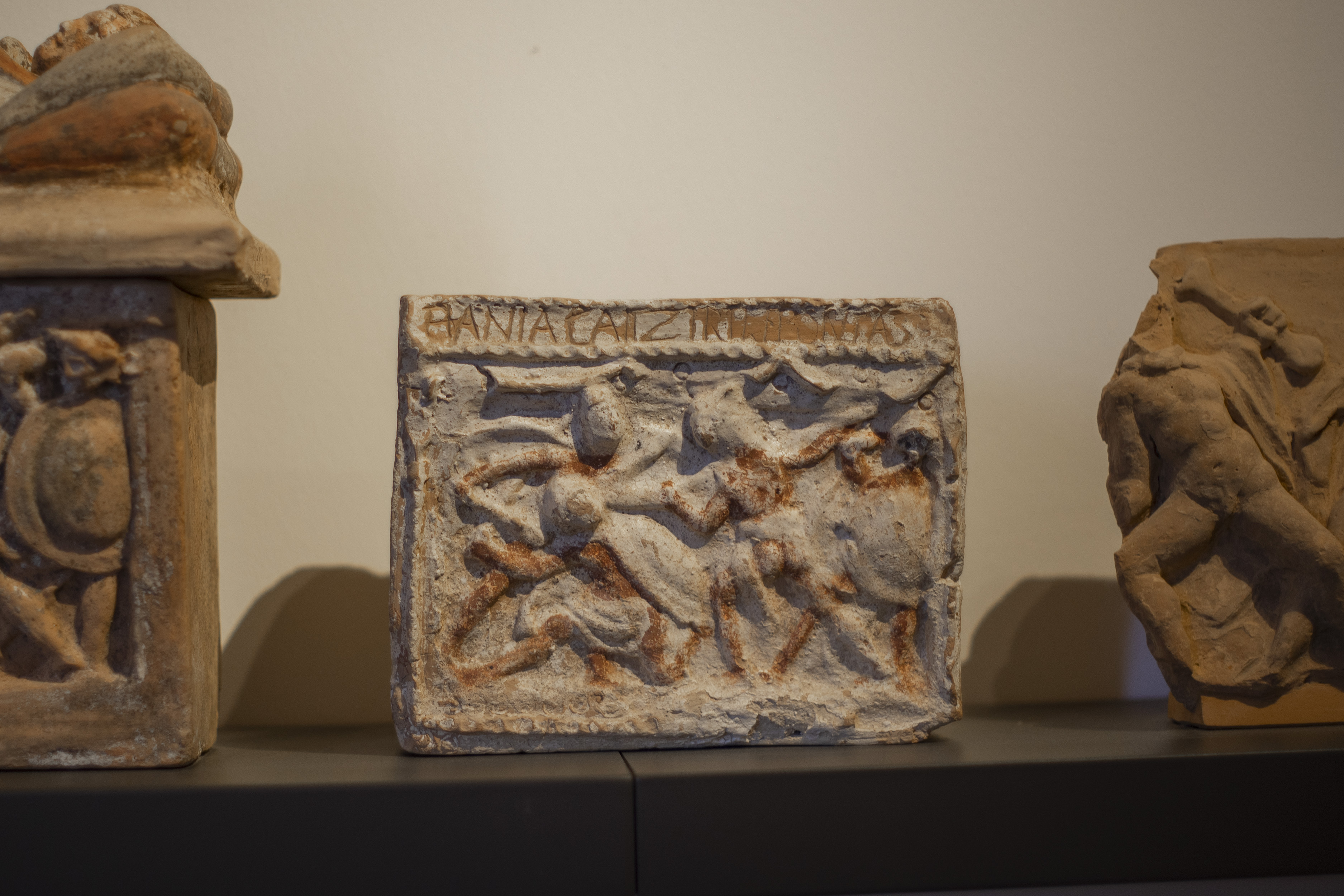
伊特鲁里亚骨灰瓮
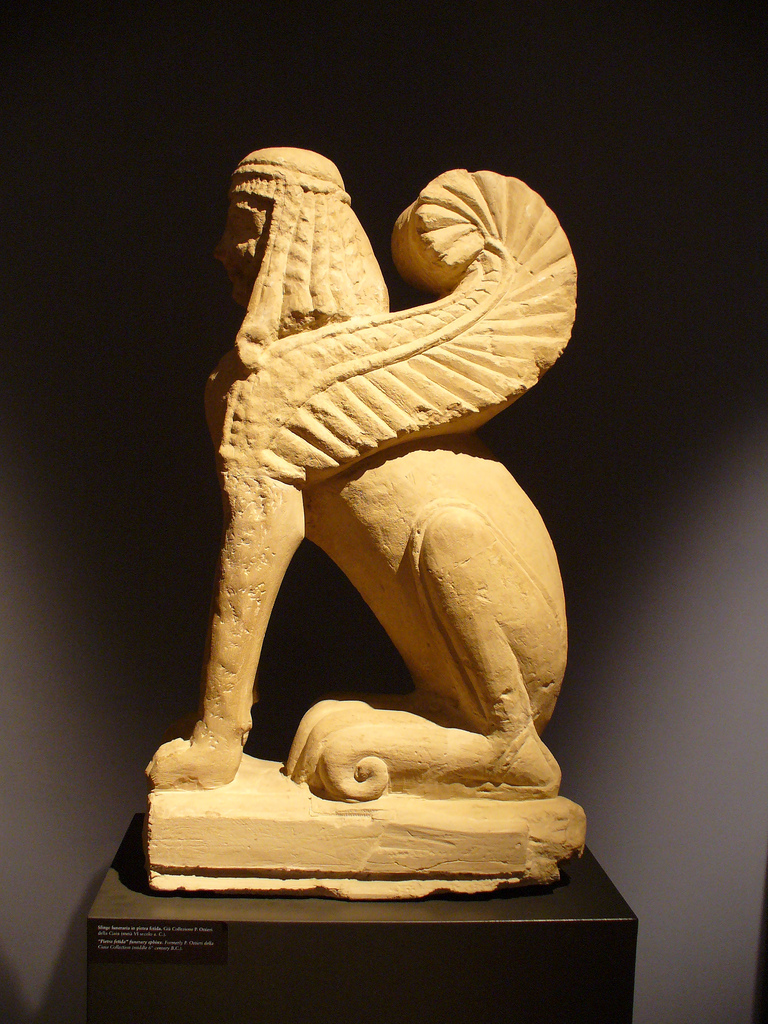
伊特鲁里亚长生鸟